# 大同镇 (宁南县)
大同镇，原为大同乡，是中华人民共和国四川省凉山彝族自治州宁南县下辖的一个乡镇级行政单位。2019年12月，撤销葫芦口镇，将原葫芦口镇银厂村所属行政区域划归大同镇管辖。

## 行政区划
大同镇下辖以下地区：
跃进村、新场村、庆华村和迎丰村。